# モーリス・ユーイング
ウィリアム・モーリス・ユーイング（William Maurice Ewing, 1906年5月12日 - 1974年5月6日）は、アメリカ合衆国の海洋地球物理学者。愛称は「Doc Ewing（ユーイング博士）」。

## 経歴
1906年にテキサス州フロイド郡ロクニー (Lockney) の大規模農家の家の長男として出生。1928年に結婚。奨学金でライス大学に入学し、1931年に同大学で物理学の博士号を取得。1941年にウッズホール海洋研究所に入所すると同時に海洋地球物理学に取り組み始める。1949年にラモント地質学研究所を創設。1959年にコロンビア大学の教授に就任。
1965年に離婚し、別の女性と再婚した。1972年からテキサス大学医学部門の地球物理学研究室の所長を務めた。1974年にテキサス州ガルベストンで死去。ユーイングは生涯340の論文を発表、50回に及ぶ遠洋調査をした。アメリカ地球物理学連合によりモーリス・ユーイング・メダルが創設された。

## 著書
- The Floor of the Ocean : I. The North Atlantic（1959）

## 受賞歴
- 1949年: アーサー・L・デイ・メダル（アメリカ地質学会）
- 1954年: アレキザンダー・アガシー・メダル（全米科学アカデミー）
- 1957年: ウィリアム・ボウイ・メダル（アメリカ地球物理学連合）
- 1963年: ジョン・カーティー賞
- 1964年: 王立天文学会ゴールドメダル
- 1969年: ウォラストン・メダル（ロンドン地質学会）
- 1973年: アメリカ国家科学賞